# Verband der Islamischen Kulturzentren
Der Verband der Islamischen Kulturzentren e. V. (VIKZ; türkisch İslam Kültür Merkezleri Birliği, IKMB) ist der älteste und einer der größten islamischen Dachverbände Deutschlands. Die den Lehren des islamischen Gelehrten Süleyman Hilmi Tunahan nahestehende Organisation wurde im Jahr 1973 gegründet und hat ihren Sitz in Köln. Sie vertritt einen sunnitischen Islam mit mystischer Prägung.

## Geschichte
1973 wurde die Vorläuferinstitution des Verbandes, das Islamische Kulturzentrum, gegründet. Er versteht sich als parteipolitisch neutral und kümmert sich um religiöse, soziale und kulturelle Bedürfnisse von Muslimen.
1979 stellte es einen Antrag auf die Anerkennung als Körperschaft des öffentlichen Rechts, um an öffentlichen Schulen Religionsunterricht für muslimische Schüler erteilen zu können. Dieser Antrag wurde nicht weiter verfolgt. Der VIKZ stellte im Jahre 1994 erneut einen Antrag, der noch nicht beschieden ist. Im Rahmen des Forums Statusfragen islamischer Religionsgemeinschaften, angesiedelt in der Staatskanzlei NRW, verfolgt der VIKZ weiterhin das Ziel des Statutes der Körperschaft des öffentlichen Rechts.
Der Verband der Islamischen Kulturzentren ist Gründungsmitglied des Koordinierungsrats der Muslime, der kurz vor der Deutschen Islamkonferenz ins Leben gerufen wurde. In der Konferenz wird der Verband durch seinen Präsidenten vertreten. Seit Februar 2018 ist Ali Yilmaz der neue Präsident.
Am 16. September 2023 hat der Verband der Islamischen Kulturzentren e. V. in Anwesenheit von Bundespräsident Frank-Walter Steinmeier, der stellvertretenden nordrhein-westfälischen Ministerpräsidentin Mona Neubaur und der Oberbürgermeisterin der Stadt Köln Henriette Reker sowie zahlreicher weiterer Persönlichkeiten des öffentlichen Lebens sein 50. Gründungsjubiläum mit einem Festakt in seiner Kölner Villa Hahnenburg gefeiert. Am 20. Oktober 2023 trat der VIKZ aus dem Koordinationsrat der Muslime in Deutschland aus, um nach eigenen Angaben „frei von jeglicher Beeinflussung von außen“ zu sein.

## Vereinsstruktur
Der VIKZ gehörte mit zu den Gründern des Zentralrats der Muslime in Deutschland, trat aber im Jahr 2000 aus. Der Verband bekennt sich zur Richtung des sunnitischen Islam hanafitischer Rechtsschule. Der Zentralisierungsprozess im Jahre 1980, bei dem alle selbstständigen Gemeinden aufgelöst und zu einem einzigen Verband in Köln zusammengeschlossen waren, wurde im Jahre 2006 wieder rückgängig gemacht. Dem Verband gehören deutschlandweit 9 Landesverbände und um die 300 Moscheegemeinden an.
Der VIKZ ist der einzige islamische Verband, der schon seit den 1980er-Jahren Theologen in Deutschland ausbildet. Der VIKZ hat laut einer Erhebung des BAMF ein eigenes vierjähriges Ausbildungsprogramm in islamischer Theologie in Köln für Männer und Frauen. Voraussetzung für die Aufnahme sei die Mittlere Reife oder der Abschluss der Vollzeitschulpflicht.

## Aktivitäten

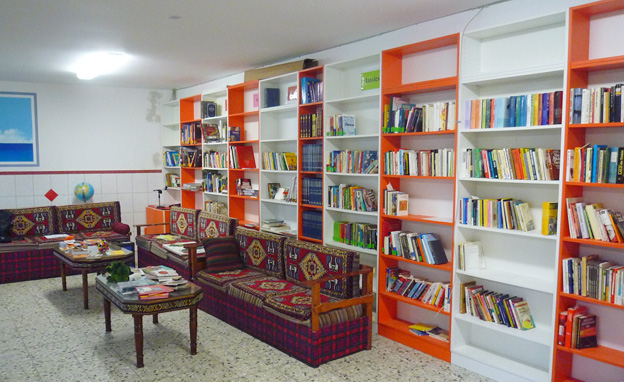
Einblick in das von OBS und VIKZ gegründete Lesecafé für Jugendliche

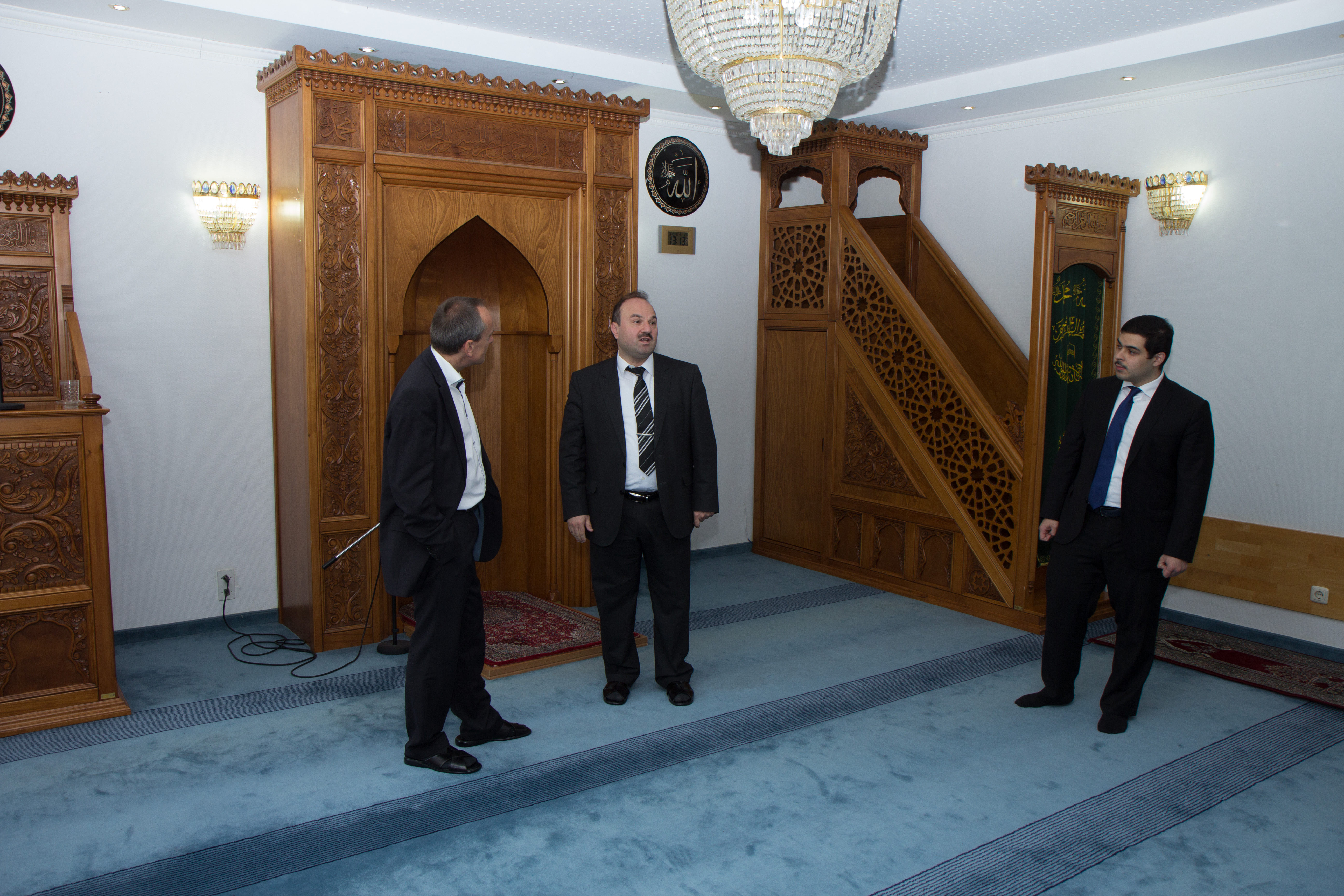
Konrad Wolf, Minister für Wissenschaft, Weiterbildung und Kultur in Rheinland-Pfalz besucht im Rahmen des bundesweiten „Tages der offenen Moscheen“ die Ulu Camii Moschee des Verbands der islamischen Kulturzentren e. V. (VIKZ) am 3. Oktober 2018 in Mainz-Gonsenheim

Der VIKZ betätigt sich nach seinen Angaben in sozialen, religiösen und kulturellen Bereichen. Er legt großen Wert auf die religiöse Bildung der nachwachsenden Generation von Muslimen und ihren Kindern in Deutschland. Neben der religiösen Unterweisung bietet der Verband Interessierten verschiedene Kurse wie Hausaufgabenhilfe, Deutsch- und Computerkurse an. Die Kurse werden in den meisten Fällen in Kooperation mit den örtlichen Volkshochschulen durchgeführt. Vorrangiges Ziel ist die verbesserte Kommunikation mit dem sozialen Umfeld und der verstärkten Teilnahme am öffentlichen Leben. So führte der Verband gemeinsam mit der Otto Benecke Stiftung e. V. (OBS) das Modellprojekt „Verstärkte Partizipation von Migrantenorganisationen (PARTIMO)“ zur Verbesserung der Bildungs- und Jugendarbeit durch, welches vom Bundesministerium für Familie, Senioren, Frauen und Jugend finanziert wurde. In diesem Rahmen wurde im März 2011 ein Lesecafé im Schülerwohnheim für die Schüler und deren Freunde eröffnet, um das Lesen bei Migrantenkindern und die Begegnung mit anderen Jugendlichen zu fördern.
Im Bereich der integrationsfördernden Jugendarbeit möchten der Verband und die Stiftung Methoden zur interkulturellen Öffnung der Moscheegemeinden und der Jugendarbeit vermitteln und die Jugendarbeit des Verbandes professionalisieren.
Gemeinsam mit den anderen Verbänden des KRM veranstaltet der VIKZ jedes Jahr am dritten Oktober den „Tag der offenen Moschee“. An diesem besonderen Tag öffnen die Moscheen der Verbände allen Interessierten ihre Türen und laden zum Dialog ein. Zudem veranstaltete der Verband 2010 und 2011 das „Multifestival“. Ziel des Multifestivals war es, eine Begegnungsmöglichkeit der Kulturen zu schaffen. Das erste Multifestival fand 2010 mit über 50.000 Besuchern in Duisburg statt. Unter dem Motto „50 Jahre Einwanderung – 50 Jahre deutsch-türkische Freundschaft“ wurde das viertägige Multifestival 2011 zum zweiten Mal in der Messe Essen mit rund 100.000 Besuchern gefeiert.

## Charakter des VIKZ
Der türkisch geprägte Verband ist in den Hansestädten Hamburg und Bremen Vertragspartner dieser Länder und in Rheinland-Pfalz wurde er von einem Gutachter als eine islamische Religionsgemeinschaft im Sinne des Art. 7 Abs. 3 GG bezeichnet.
In Hamburg ist der VIKZ Kooperationspartner des Landes beim Religionsunterricht nach Artikel 7 GG.

## Öffentliche Diskussion über den VIKZ
Umstritten in der Öffentlichkeit war der Versuch, verbandseigene Wohnheime für Schüler einzurichten. Das erste, amtlich genehmigte Schüler-Wohnheim des VIKZ in Nordrhein-Westfalen wurde 2003 in Duisburg eröffnet; es gilt als in das Stadtviertel mittlerweile gut integriert und als ein „Vorzeigeprojekt“. Der Verband betont, dass es ihm allein um eine intensive schulische und religiöse Förderung der Schüler gehe.
In einem im Auftrag des hessischen Sozialministeriums erstellten, unveröffentlichten Gutachten der Marburger Turkologin Ursula Spuler-Stegemann aus dem Jahre 2004 hieß es einem Bericht des Mazagins Der Spiegel zufolge, die Heime dienten entgegen anderslautenden Beteuerungen „fast ausschließlich islamischer Lehre und der Einübung in die Glaubenspraxis“ und seien „absolut integrationshemmend“. Die Schüler würden in einen „strengstens scharia-orientierten“ Islam „hinein-indoktriniert und gegen das Christentum wie auch gegen den Westen ebenso immunisiert wie gegen unser Grundgesetz“. Scharfe Kritik gegen das Gutachten erfolgte von der Migrationsforscherin Ursula Boos-Nünning: „Das Problem des Gutachtens ist, dass kaum eine Aussage belegt wird. Es wird nicht mit empirischen Daten oder auch nur Einzelerfahrungen auf der Ebene der Beschreibung argumentiert, sondern viele Aussagen lassen die emotional ablehnende Grundhaltungen der Verfasserin erkennen.“
Im Jahre 2008 zitierte der Kölner Stadt-Anzeiger Vorwürfe gegen den VIKZ aus einem Dossier der Kölner Polizei aus dem Jahr 2006, das sich auf Spuler-Stegemann beruft. Darin wurde dem Verband vorgeworfen, er sei antiwestlich, antidemokratisch und antijüdisch, Kinder würden in den Koranschulen des VIKZ geschlagen, der „heilige Krieg“ und das Märtyrertum würden in Predigten verherrlicht und ein „Strategiepapier“ gebe umfassende Anweisungen zur „Verdunkelung“ illegaler Umtriebe. Der VIKZ wies die Vorwürfe in einer Presseerklärung und zurück. Er berief sich dabei auf seine 35-jährige Arbeit. „Heiliger Krieg“ nach dem religiösen Verständnis des VIKZ gebe es nicht und Dschihad verstehe er nur als Dienst an den Menschen. Das Polizeidossier lieferte keinen Ansatz für strafrechtliche Verfolgung, noch ergab es Beweise für eine Beobachtung durch die Verfassungsschutzämter; es hatte auch keine Konsequenzen für die Zusammenarbeit des VIKZ mit staatlichen Behörden. Die Religionswissenschaftlerin Gerdien Jonker hielt die Vorwürfe für „aufgewärmt“ und stellte, was „Verschlossenheit und Konservatismus“ betrifft, VIKZ und katholische Kirche auf eine Stufe. Das Integrationsministerium NRW erklärte, dass Vorwürfe, der Verband sei „antiwestlich, antidemokratisch und antijüdisch“ von der Landesregierung nicht bestätigt werden können. Ferner bestritt das Innenministerium NRW, den VIKZ jemals als „integrationsfeindlich“ bezeichnet zu haben. In dieser Diskussion wurde der VIKZ von der Christlich-Islamischen Gesellschaft in Schutz genommen.
Aufgrund der Vorwürfe beauftragte der VIKZ im Jahre 2008 die emeritierte Erziehungswissenschaftlerin Ursula Boos-Nünning, ein Gutachten über die 19 Schülerwohnheime des VIKZ zu erstellen. Die Studie soll Vorbehalte von Öffentlichkeit und Behörden gegen den Verband entkräften. Die Ergebnisse der Untersuchung mit dem Titel „Beten und Lernen“ wurden im Juli 2010 der Öffentlichkeit vorgestellt. 91 % der Schüler nannten als Hauptgrund für das Leben im Wohnheim die Hoffnung auf bessere Schulnoten, 85 % das Motiv, mehr über ihre Religion zu lernen. Die Jugendlichen empfänden Tradition und Weltoffenheit nicht als widersprüchlich. Laut Boos-Nünning hätten die beiden Kernvorwürfe – die Jugendlichen zögen auf Druck ihrer Eltern in die Heime; Ziel sei Elitebildung – sich nicht bestätigt. Die Jugendlichen würden weder religiös noch politisch indoktriniert, allerdings hätten viele der überwiegend türkischstämmigen Schüler kaum deutsche Freunde, und statt den jungen Leuten Medienkompetenz zu vermitteln, sei „Medien-Abstinenz“ ein Erziehungsziel. Kritik übt sie auch an der starken Fremdbestimmung der Schüler in deren Freizeit und daran, dass den Jugendlichen keine Mitsprache- oder Mitbestimmungsrechte eingeräumt werden.

## Verbindung zu den „Süleymancılar“
Der VIKZ steht in Verbindung mit der islamischen Laienbewegung, der von anderen türkischen Muslimen oft als „Anhänger Süleymans“ (türkisch Süleymancılar) bezeichneten Föderation der Vereine zur Förderung der Schüler und Studenten in der Türkei. Die Bewegung geht auf den 1959 verstorbenen Professor, Prediger und Naqschbandi-Scheich Süleyman Hilmi Tunahan zurück, der von seinen Schülern und Anhängern als „veli“ (Gottesfreund) verehrt wird. Da Tunahan sein Amt als spiritueller Führer (Scheich) nicht weitergab, organisierten sich seine Schüler als Laienbewegung. Die Charakterisierung der „Süleymancılar“ als „Derwisch- bzw. Sufi-Orden“ (Tariqa) oder „Bruderschaft“ ist daher unzutreffend.
In Deutschland sind die Mitglieder des VIKZ meist betont unauffällig und tragen ihre Lehre kaum nach außen. Sie betonen jedoch ihre sunnitische Rechtgläubigkeit und lehnen die Bezeichnung Süleymancılar als pejorativ ab. Sie bevorzugen stattdessen die Bezeichnung Süleymanlılar.